# Goniothalamus bracteosus
Goniothalamus bracteosus är en kirimojaväxtart som beskrevs av Nguyên Tiên Bân. Goniothalamus bracteosus ingår i släktet Goniothalamus och familjen kirimojaväxter. Inga underarter finns listade i Catalogue of Life.